# Buck Buchanan Award

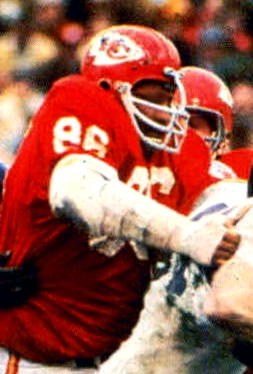
Buck Buchanan.

Le Buck Buchanan Award est décerné chaque année au meilleur défenseur universitaire ayant évolué au sein de la NCAA Division I Football Championship Subdivision.
Il a été remis pour la première fois en 1995 après la cérémonie de remise du trophée Walter Payton Award décerné au meilleur joueur offensif.
Il fait référence au joueur NFL Junious "Buck" Buchanan, lequel avait joué pour les Tigers de Grambling State. Buchanan avait été sélectionné comme joueur de ligne défensif All-American et sélectionné en 1er choix global lors de la draft 1963 de l'AFL (en) par les Chiefs de Kansas City évoluant en AFL.
Jusqu'en 2015, les trophées Payton et Buchanan étaient attribués par la compagnie The Sports Network. La société STATS LLC, maintenant connu sous le nom de Stats Perform (en), rachète cette compagnie en février 2015 et devient celle qui attribue tous les prix majeurs de la FCS. Jusqu'après la saison 2011, les trophées étaient remis la veille la finale nationale de FCS mais en 2012, ils furent remis le 17 décembre presque trois semaines avant cette finale.
Les Mustangs de Cal Poly (2004-2006) sont la seule équipe à avoir remporté le trophée à trois reprises.
Les universités à avoir remporté le trophée à deux reprises sont :
- Mountaineers d'Appalachian State, 1995 et 1996
- Eagles d'Eastern Washington, 2008 et 2010
- Dukes de James Madison, 2001 et 2009
- Grizzlies du Montana, 2007 et 2019
- Bobcats de Montana State, 2012 et 2013
- Leathernecks de Western Illinois, 1998 et 2000.

Dexter Coakley (en) des Mountaineers d'Appalachian State est le seul joueur à avoir gagné le trophée à deux reprises.

## Palmarès
| Saison | Joueur                  | Université                                | Poste             |
| ------ | ----------------------- | ----------------------------------------- | ----------------- |
| 1995   | Dexter Coakley (en)     | Mountaineers d'Appalachian State          | Linebacker        |
| 1996   | Dexter Coakley (en) (2) | Mountaineers d'Appalachian State          | Linebacker        |
| 1997   | Chris McNeil            | Aggies de North Carolina A&T              | Defensive end     |
| 1998   | James Milton            | Leathernecks de Western Illinois          | Linebacker        |
| 1999   | Al Lucas (en)           | Trojans de Troy                           | Defensive tackle  |
| 2000   | Edgerton Hartwell (en)  | Leathernecks de Western Illinois          | Linebacker        |
| 2001   | Derrick Lloyd           | Dukes de James Madison                    | Linebacker        |
| 2002   | Rashean Mathis (en)     | Wildcats de Bethune-Cookman (en)          | Cornerback        |
| 2003   | Jared Allen             | Bengals d'Idaho State                     | Defensive end     |
| 2004   | Jordan Beck (en)        | Mustangs de Cal Poly                      | Linebacker        |
| 2005   | Chris Gocong (en)       | Mustangs de Cal Poly                      | Defensive end     |
| 2006   | Kyle Shotwell           | Mustangs de Cal Poly                      | Linebacker        |
| 2007   | Kroy Biermann (en)      | Grizzlies du Montana                      | Defensive end     |
| 2008   | Greg Peach (en)         | Eagles d'Eastern Washington               | Defensive end     |
| 2009   | Arthur Moats            | Dukes de James Madison                    | Defensive end     |
| 2010   | J. C. Sherritt (en)     | Eagles d'Eastern Washington               | Linebacker        |
| 2011   | Matt Evans              | Wildcats du New Hampshire                 | Linebacker        |
| 2012   | Caleb Schreibeis        | Bobcats de Montana State                  | Defensive end     |
| 2013   | Brad Daly               | Bobcats de Montana State                  | Defensive end     |
| 2014   | Kyle Emanuel (en)       | Bison de North Dakota State               | Defensive end     |
| 2015   | Deon King (en)          | Spartans de Norfolk State                 | Linebacker        |
| 2016   | Karter Schult           | Panthers de Northern Iowa                 | Defensive end     |
| 2017   | Darius Jackson          | Gamecocks de Jacksonville State           | Defensive end     |
| 2018   | Zach Hall               | Redhawks de Southeast Missouri State (en) | Linebacker        |
| 2019   | Dante Olson             | Grizzlies du Montana                      | Linebacker        |
| 2020   | Jordan Lewis            | Southern (en)                             | Defensive lineman |
| 2021   | Isaiah Land             | Florida A&M (en)                          | Linebacker        |
| 2022   | Zeke Vandenburgh        | Illinois State                            | Linebacker        |
| 2023   | Terrell Allen           | Tennessee State (en)                      | Defensive end     |